# Jagersfontein
Jagersfontein is een plaats in de Zuid-Afrikaanse provincie Vrijstaat.

## Bezienswaardigheden
Jagersfontein staat bekend als een van de grootste open-hemel diamantmijnen ter wereld. Deze mijn is niet meer actief.

## Subplaatsen (Sub Place)
Charlesville • Itumeleng • Jagersfontein • Jagersfontein Mine